# Euploea koxinga
Euploea koxinga är en fjärilsart som beskrevs av Hans Fruhstorfer 1908. Euploea koxinga ingår i släktet Euploea och familjen praktfjärilar. Inga underarter finns listade i Catalogue of Life.